# 박국수
박국수(朴國洙, 1947년 ~)는 대한민국의 제20대 사법연수원장 등을 역임한 법조인이다.

## 생애
1947년 함경남도 북청에서 태어난 박국수는 부산고등학교와 서울대학교 법학과를 졸업하고 1973년 제15회 사법시험에 합격했다. 1978년 서울민사지방법원 판사 임용되어 1989년 대법원 재판연구관, 1990년 광주지방법원 장흥지원장, 광주고등법원 부장판사를 거쳐 1999년에 서울고등법원 부장판사에 임명되었으며 2005년에 법원장으로 승진하여 전주지방법원, 서울남부지방법원, 특허법원, 사법연수원에서 법원장을 하다가 2010년 2월 법관에서 물러나 변호사를 하였다. 서울고등법원에 있었던 3년여동안 산악회장이었다. 
서울지방법원 부장판사로 근무할 때 일조권을 침해했을 경우 정신적 피해에 따른 위자료 뿐 아니라 이로 인해 떨어진 집값 차이까지 배상해야 한다는 판결과 소음·진동으로 다른 사람의 수면을 방해했다면 정신적 피해를 배상해야 한다는 판결했으며. 서울고등법원  특별부에서  노동·산재 사건을 전담하면서 베트남전에 참전한 장병의 자녀를 고엽제 후유증 2세 환자로 처음 인정하고 용역계약 직원도 "회사 측이 산업재해 보험 등의 복지혜택을 줘야 한다"는 판결로 소수자 권익 보호에 기여했으며 의료사건 전담 재판을 맡았던 박국수는 박근혜 정부인 2015년 4월에 제2대 한국의료분쟁조정중재원 원장에 취임하였다.

## 주요 판결
- 서울고등법원 민사9부 재판장으로 재직하던 때에 MBC <뉴스데스크>가 1999년 9월 19일 방영한 '못 믿을 변호사' 기사와 관련하여  "불성실한 소송 수행으로 의뢰인에게 불이익한 판결이 선고됐다"고 하면서 '사람답게 살지 못한 사람', '한심하다 못해 분통이 터진다 모멸적인 표현을 사용한'이라는 모멸적인 언행을 사용한 "앵커 권재홍과 MBC는 원고 신성철 변호사에게 3000만원을 배상하라"고  판결했다.[4]
- 서울고등법원 형사4부 재판장으로 있던 1999년 11월 10일에 특기생 선발 대가로 학부모로부터 돈을 받아 구속된 대한아이스하키협회 회장 박갑철에 대해 징역1년 추징금1억2천만원을 선고했다.[5] 2000년 4월 20일에 극동도시가스의 소유권이 LG로 넘어가는 과정에서 대량 해고를 우려한 근로자들이 회사측으로부터 받아낸 특별퇴직금 기금 20억원중 11억원을 가로챈 전 노조위원장 최모씨에 대해 특정경제가중처벌법상 횡령죄를 적용해 징역5년을 선고했다.[6] 6월 28일에 청소년 57명이 숨진 인천 라이브 호프집 사건과 관련하여 1심에서 징역 6년이 선고된 호프집 주인에 대해 업무상 과실치사상죄 등을 적용해 징역 5년, 손님들을 제대로 대피시키지 않아 1심에서 징역 3년6월이 선고된 호프집 관리사장에게 원심대로 징역 3년6월을 선고하면서 1심에서 무죄를 선고받은 인천지방경찰청 보안3계장 김창식과 인테리어 기사에 대해 "원심에서는 김창식에게 돈을 줬다는 호프집 주인의 진술이 일관성이 없고 다른 증거가 없다는 이유로 무죄가 선고됐다"며 "그러나 호프집 주인의 진술이 몇 번 바뀌기는 했지만 일관성이 있는 것으로 보인다"는 이유로 "원심을 깨고 유죄를 인정해 각각 선고유예와 금고 1년 집행유예 1년을 선고했다.[7] 2001년 1월 31일에 "돈을 갚지 않는다"는 이유로 채무자를 살해한 혐의로 1심에서 사형이 선고됐던 피고인에 대해 살인 및 사체유기죄 등을 적용해 무기징역을 선고했다. 2월 1일에 고속도로 주행중 동승한 계모를 생명이 위태로운 상태에 빠뜨린 뒤 뒤늦게 병원으로 데려가 결국 숨지게 하여 존속 유기치사로1심에서  금고 1년6월을 선고받은 피고인에게 "급제동이나 급회전 등 운전상 과실로 의한 것인지, 고의로 다치게 한 뒤 장시간 방치한 것인지 인정할만한 증거가 없다"며 무죄를 선고했다.[8] 3월 14일에 건설자재 임대업체 ㈜세건 대표이사 박모씨로부터 건축자재 하치장 설립허가를 위해 산림형질변경과 농지전용허가에 대한 청탁과 함께 1300만원을 받아 1심에서 징역6월 집행유예1년이 선고된 김일수 전 화성군수에 대해 "수뢰혐의를 완강히 부인하고 있고 돈을 건넸다는 관계자가 묘사한 군수실의 모습도 실제 군수실과 차이가 나는 등 진술에 신빙성이 없다"며 무죄를 선고했다.[9] 4월 10일에 대한민국 제15대 대통령 선거 직전 북한 인사와 접촉해 "휴전선에서 무력시위를 해달라"고 요청한 총풍 사건으로 1심에서 실형이 선고된 피고인에 대한 항소심에서 "무력시위 요청에 대한 사전모의는 없었다"면서 오정은 징역 2년 집행유예 4년, 한성기  징역 3년 집행유예 5년. 장석중 징역 2년 집행유예 3년을 선고했다.[10] 이에 대해 검찰이 내부 통신망을 통해 "일방적인 증거 취사선택"이라며 반박했다.[11] 5월 14일에 대낮에 카페 등에 들어가 여덟차례 강도행각을 벌인 특수강도로 1심에서 징역5년을 선고받은 정신지체 장애인 홍모씨에 대해 "범인 몽타주와 비슷하다는 점 외에는 범행 증거가 없다"며 무죄를 선고했다.[12] 7월 4일에 대한민국 제16대 국회의원 선거에서 선거운동원 등에게 1336만원을 제공한 혐의로 민주당 박병윤 의원에 대해 장경우 한나라당 시흥지구당 위원장이 낸 재정신청을 받아들여 정식재판에 회부했다.[13]
- 서울고등법원 민사부 재판장으로 재직하던 2002년 6월 15일에 성추행범에 대해 "피해자와 피해자의 어머니에게 치료비와 위자료 등을 합쳐 4600여만원을 배상하라"며 원고 승소판결을 했다.[14]